# Experimentell rock
Experimentell rock är en subgenre inom rockmusiken som kännetecknas av alternativa och improviserade speltekniker, vilket ofta granskas på hur musikernas gitarrer är stämda.

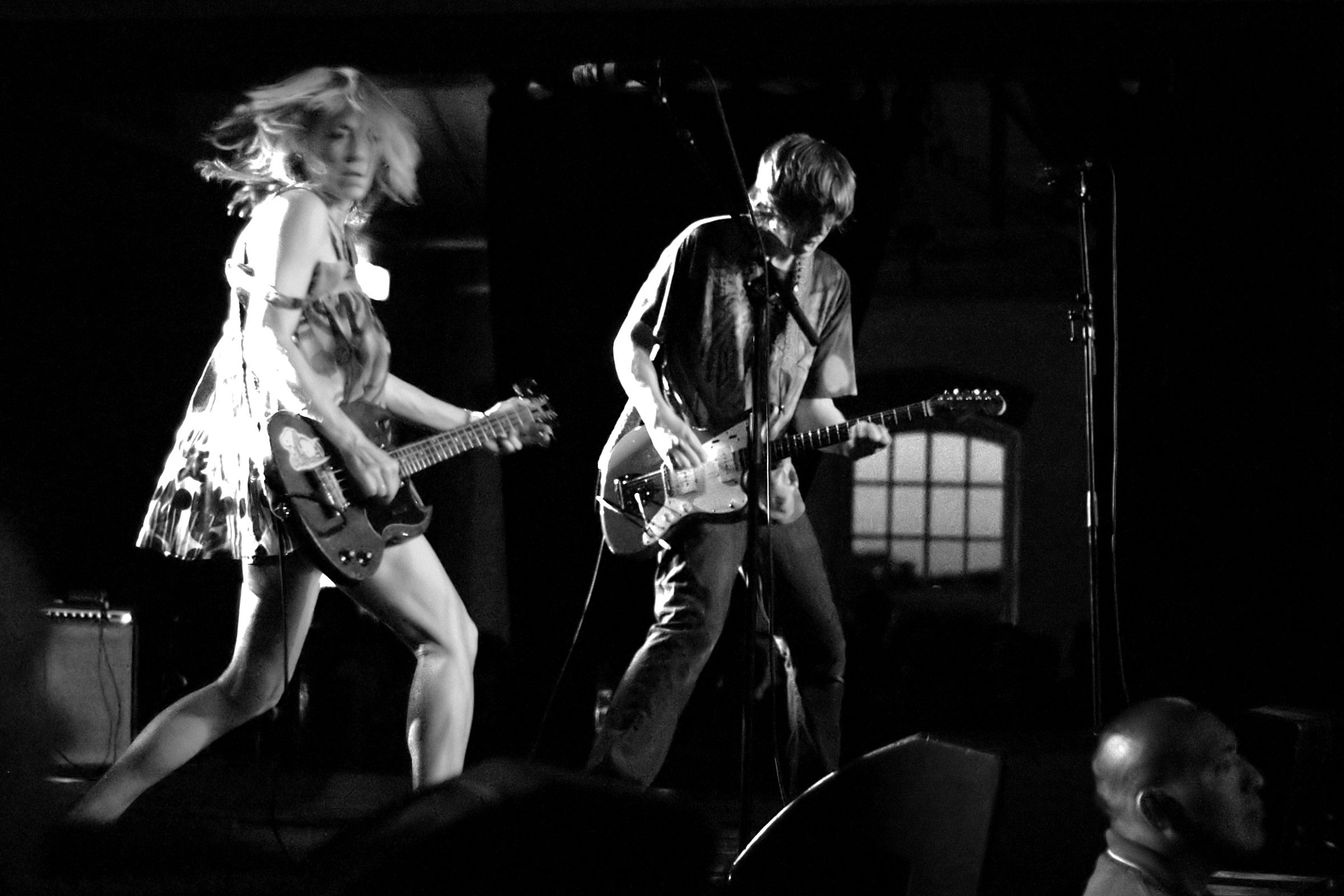
Sonic Youth.

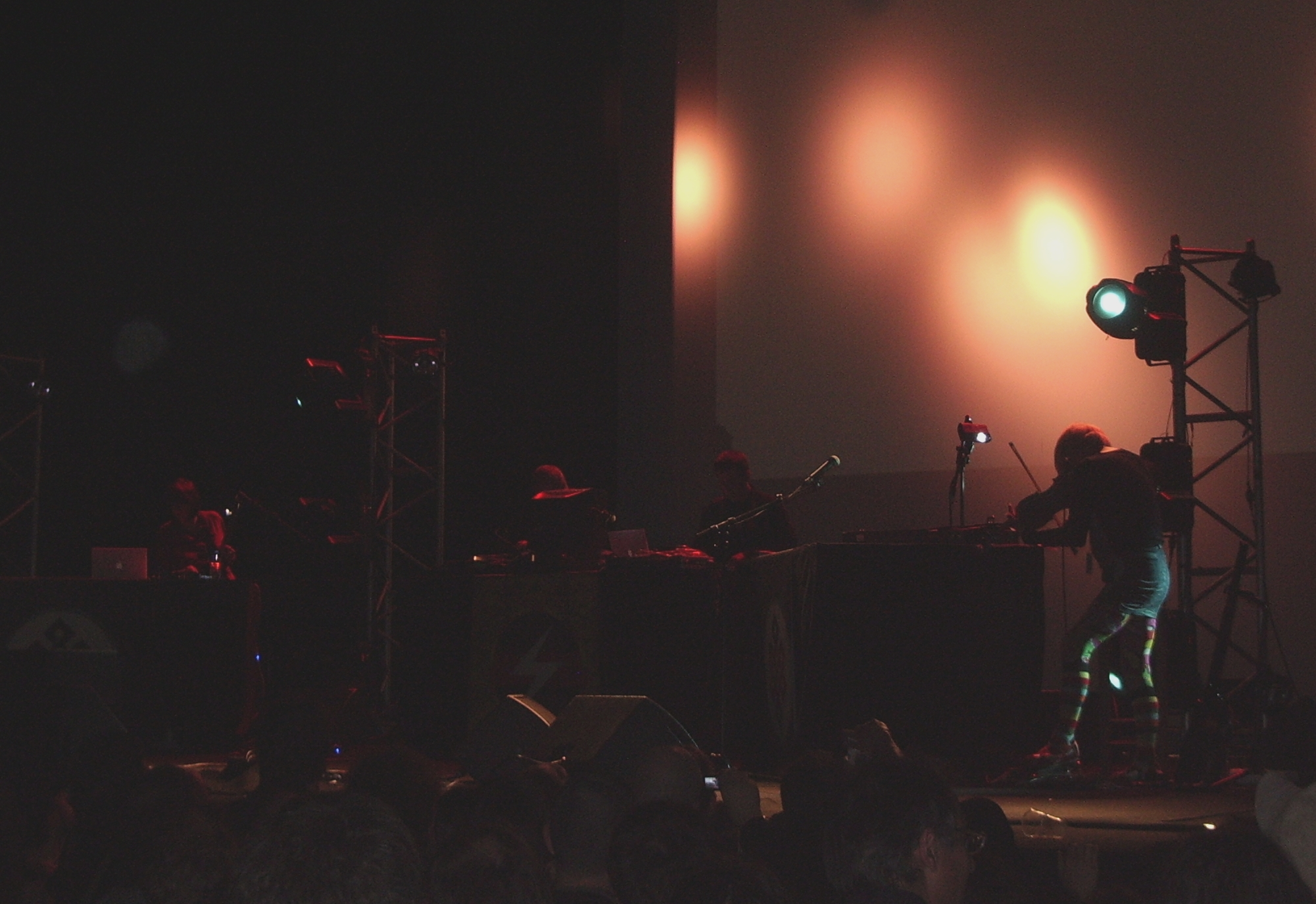
Throbbing Gristle.

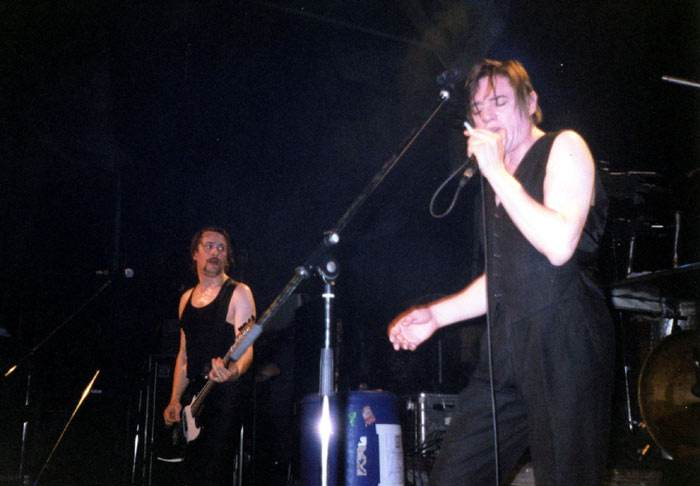
Einstürzende Neubauten.

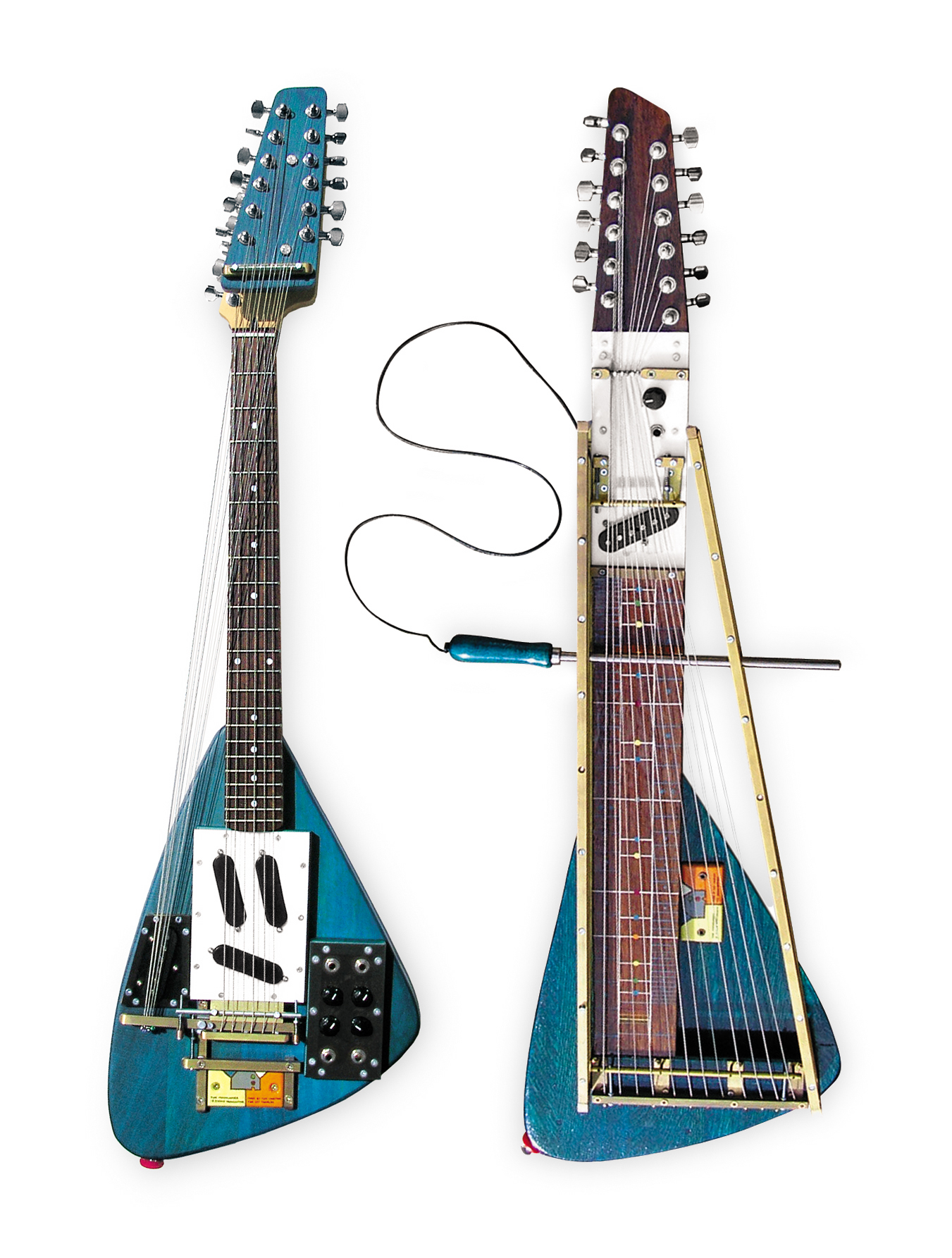
Moonlander & Moodswinger, Yuri Landman.

## Exempel på artister/grupper
- Animal Collective
- Ataxia
- Buckethead
- Deerhunter
- Frank Zappa
- The Mars Volta
- Happy Graveyard Orchestra
- Sonic Youth
- The Voidz

## Relaterade genrer
- Avantgarde
- Avant-garde metal
- Artrock
- Postpunk
- Krautrock
- Postrock
- No Wave
- Protopunk
- Noiserock
- Progressive metal
- Math rock
- Canterbury Scene
- RIO